# عملة 20 ريال يمني
تُعد عملة 20 ريال يمني أحد الفئات النقدية للريال اليمني.

## الإصدارات الورقية
| الإصدار | الصورة   | الصورة  | القيمة  | اللون الأساسي | الوصف         | الوصف         |
| الإصدار | الأمامية | الخلفية | القيمة  | اللون الأساسي | الوجه الأمامي | الوجه الخلفي  |
| ------- | -------- | ------- | ------- | ------------- | ------------- | ------------- |
| 1990    |          |         | 20 ريال | رمادي بنفسجي  | تمثال         | صنعاء القديمة |
| 1995    |          |         | 20 ريال | بني           | تمثال         | عدن           |

## الإصدارات المعدنية
| \| \|                      | \| \|                                    | \| \|                                                               | \| \|                                                               | \| \| |
| -------------------------- | ---------------------------------------- | ------------------------------------------------------------------- | ------------------------------------------------------------------- | ----- |
| 20 ريال يمني معدني (2004)  |                                          |                                                                     |                                                                     |       |
| الوجه : سقطرى شجرة الاخوين | الوجه : سقطرى شجرة الاخوين               | العكس : 20 RIALS 20 ریال CENTRAL BANK OF YEMEN البنك المركزي اليمني | العكس : 20 RIALS 20 ریال CENTRAL BANK OF YEMEN البنك المركزي اليمني |       |
| الكتلة 7.1 غ               | المعدن نحاس أصفر مطلي فولاذ، ستانلس ستيل | القطر 29.85 مم                                                      | السُمك 1.5 مم                                                        |       |
| المصمم(ون)                 | المصمم(ون)                               | الحواف مسكوك                                                        | الحواف مسكوك                                                        |       |
| الطرازات 2004              | الطرازات 2004                            | القيمة الاسمية 20 ريال يمني                                         | القيمة الاسمية 20 ريال يمني                                         |       |
|                            |                                          |                                                                     |                                                                     |       |

| \| \|                         | \| \|                         | \| \|                                                                | \| \|                                                                | \| \| |
| ----------------------------- | ----------------------------- | -------------------------------------------------------------------- | -------------------------------------------------------------------- | ----- |
| 20 ريال يمني معدني (2006)     |                               |                                                                      |                                                                      |       |
| الوجه : سقطرى شجرة دم الأخوين | الوجه : سقطرى شجرة دم الأخوين | العكس : 20 RIALS 20 ريالا CENTRAL BANK OF YEMEN البنك المركزي اليمني | العكس : 20 RIALS 20 ريالا CENTRAL BANK OF YEMEN البنك المركزي اليمني |       |
| الكتلة 6.62 غ                 | المعدن ستانلس ستيل            | القطر 30 مم                                                          | السُمك 1.4 مم                                                         |       |
| المصمم(ون)                    | المصمم(ون)                    | الحواف مسكوك                                                         | الحواف مسكوك                                                         |       |
| الطرازات 2006                 | الطرازات 2006                 | القيمة الاسمية 20 ريال يمني                                          | القيمة الاسمية 20 ريال يمني                                          |       |
|                               |                               |                                                                      |                                                                      |       |

## طالع أيضًا
- قائمة النقود المعدنية اليمنية